# 富勒巴肯站
富勒巴肯站（丹麥語：Fuglebakken Station）是哥本哈根市郊铁路的一个车站，位于丹麦腓特烈斯贝富勒巴肯。

## 外部連結
- 丹麦国家铁路官网对富勒巴肯站的介绍（页面存档备份，存于）（丹麦文）a